# Газек
Газе́к (рос. Газек) — присілок в Граховському районі Удмуртії, Росія.

## Населення
Населення — 6 осіб (2010; 13 у 2002).
Національний склад станом на 2002 рік:
- росіяни — 77 %

## Історія
До 1921 року присілок входив в склад Граховської волості Єлабузького повіту, потім — Можгинського повіту. З 1924 року присілок перебував в складі Русько-Адам-Учинської сільської ради. 1954 року сільрада була ліквідована і присілок відійшло до складу Граховської сільської ради. У 2004 році присілок увійшло до складу Котловського сільського поселення.